# ГЕС Нью-Ексчекер
ГЕС Нью-Ексчекер (New Exchequer) — гідроелектростанція у штаті Каліфорнія (Сполучені Штати Америки). Знаходячись перед ГЕС McSwain (9 МВт), становить верхній ступінь каскаду на річці Мерсед, правій притоці Сан-Хоакін (впадає до затоки Сан-Франциско)
У 1926 році річку перекрили арково-гравітаційною бетонною греблею висотою 99 метрів, утворене якою водосховище з об’ємом 347 млн м3 передусім призначалось для потреб іригації, а також живлення електростанції потужністю 31 МВт. В 1964-1967 роках для збільшення можливостей резервуару нижче по течії звели нову кам’яно-накидну споруду із бетонним облицюванням висотою 149 метрів, довжиною 372 метри та  товщиною від 5 (по гребеню) до 305 (по основі) метрів. На правобережжі північніше від неї закриває сідловину земляна/кам’яно-накидна дамба висотою 19 метрів та довжиною 457 метрів, а ще далі на північ розташована секція водоскидів, призначена для перепуску надлишкової води під час повені. Разом ці споруди утримують водосховище Lake McClure з площею поверхні 28,8 км2 та об’ємом 1264 млн м3.
Через тунель довжиною 0,1 км з діаметром 5,5 метра та напірний водовід довжиною 0,3 км з діаметром 4,9 метра ресурс подається до пригреблевого машинного залу. Останній обладнали однією турбіною типу Френсіс потужністю 94,5 МВт, яка працює при напорі 121 метр. В 2017 році вона виробила 440 млн кВт-год електроенергії.